# José Henrique Flores Filho
José Henrique Flores Filho (Itajaí,  — Blumenau, 18 de março de 1891) foi um político brasileiro, o primeiro prefeito do município catarinense de Blumenau, de 1883 a 7 de janeiro de 1887.
Filho do tenente-coronel da Guarda Nacional José Henrique Flores e de Maria Clara da Silveira Flores.
Durante a sua administração foi criado o primeiro Código de Posturas Municipal e também o Distrito de Indaial, atual município de Indaial. O plenário da Câmara de Vereadores de Blumenau é denominado Plenário José Henrique Flores Filho.
Morreu prematuramente em acidente com sua aranha (um tipo de charrete de duas rodas puxada por um cavalo).